# Jan van Toorn
Jan van Toorn, né le 9 mai 1932 à Tiel et mort le 13 novembre 2020 à Amsterdam, est un graphiste néerlandais.

## Biographie
C'est à Amsterdam où il a vécu depuis sa tendre enfance que Jan van Toorn, adolescent, commence à travailler dans une imprimerie. En outre, il suit les cours du soir de l'école graphique d'Amsterdam et les cours du soir de l'Institut des arts appliqués d'Amsterdam rebaptisé plus tard Gerrit Rietveld Academy.
Van Toorn s'est installé en 1957 en tant que graphiste indépendant. Ses œuvres les plus connues comprennent l'impression des calendriers Mart.Spruijt à Amsterdam, les affiches et les catalogues du Musée Van Abbe (1965-1994) à Eindhoven. En plus d'être graphiste, Van Toorn conçoit des expositions .
À partir des années 1980, Jan van Toorn est principalement actif dans le domaine de l'éducation, notamment en tant que professeur à la Gerrit Rietveld Academy et directeur de l'académie Jan van Eyck à Maastricht de 1991 à 1998. Le Piet Zwart Prijs lui est décerné en 1985.
En février 2008, il décide de transférer ses archives dans les collections spéciales de l’Université d’Amsterdam.
L'écrivain et poète Willem van Toorn est son frère.
Il meurt le 13 novembre 2020 à Amsterdam, à l'âge de 88 ans.